# 1 000 kilomètres de Buenos Aires 1958
Navigation
Édition précédente Édition suivante
Les 1 000 kilomètres de Buenos Aires 1958, disputées le 26 janvier 1958 sur l'Autódromo Juan y Oscar Gálvez, sont la cinquième édition de cette épreuve et la première manche du championnat du monde des voitures de sport 1958. Elles sont remportées par la Scuderia Ferrari.

## Course

### Classement de la course
Voici le classement au terme de la course.
- Les vainqueurs de chaque catégorie sont signalés par un fond jauni.

| 1            | S 3.0 | 2  | Scuderia Ferrari           | Peter Collins Phil Hill                            | Ferrari 250TR/58                             | 106 |
| 2            | S 3.0 | 4  | Scuderia Ferrari           | Wolfgang von Trips Olivier Gendebien Luigi Musso   | Ferrari 250TR/58                             | 106 |
| 3            | S 2.0 | 48 | Fritz Huschke von Hanstein | Stirling Moss Jean Behra                           | Porsche 550 RS 1.6                           | 106 |
| 4            | S 3.0 | 26 | Piero Drogo                | Piero Drogo Sergio Gonzalez                        | Ferrari 250TR Spyder                         | 102 |
| 5            | S 1.5 | 50 | Porsche                    | Edgar Barth Roberto Mieres Anton von Döry          | Porsche 550 RS                               | 99  |
| 6            | S 2.0 | 34 |                            | Gino Munaron Luciano Mantovani                     | Ferrari 500TR                                | 98  |
| 7            | S 3.0 | 28 |                            | Luis Milán Antônio Mendes de Barros                | Maserati 300S                                | 98  |
| 8            | S 3.0 | 10 |                            | Maurice Trintignant François Picard                | Ferrari 250 GT LWB Berlinetta Scaglietti TdF | 97  |
| 9            | S 1.5 | 44 |                            | Ricardo Grandio Eduardo Kovacs-Jones               | Osca F2/S 1500                               | 95  |
| 10           | S 1.5 | 52 |                            | Jaroslav Juhan (de) Hubert Wiesse                  | Porsche 550 RS                               | 94  |
| 11           | S 2.0 | 38 |                            | Julio Guimarey Carlos Guimarey                     | Maserati A6G                                 | 80  |
| Abandons     |       |    |                            |                                                    |                                              |     |
| 12           | S 1.5 | 42 |                            | Roberto Bonomi Luigi Piotti                        | Osca S1500                                   | 75  |
| 13           | S 1.5 | 40 |                            | Alberto Rodríguez Larreta Maria Teresa de Filippis | Osca TN1500                                  | 71  |
| 14           | S 3.0 | 24 |                            | Celso Lara Barberis Eugenio Martins                | Ferrari 750 Monza                            | 57  |
| 15           | S 2.0 | 32 |                            | Joakim Bonnier Masten Gregory                      | Maserati 200SI (en)                          | 47  |
| 16           | S 3.0 | 22 |                            | Alvaro Piano Franco Bruno                          | Ferrari 625TF                                | 42  |
| 17           | S 2.0 | 36 |                            | Gerino Gerini Giuseppe Musso                       | Maserati 200SI                               | 30  |
| 18           | S 3.0 | 62 |                            | Stuart Monro Eduardo Dibós Chappuis                | Mercedes-Benz 300 SL                         | 30  |
| 19           | S 3.0 | 12 | Scuderia Centro Sud (en)   | Juan Manuel Fangio Paco Godia                      | Maserati 300S                                | 24  |
| 20           | S 1.5 | 54 |                            | Pedro von Döry Curt Delfosse                       | Porsche 550                                  | 21  |
| 21           | S 3.0 | 20 |                            | Patricio Badaracco Federico Mayol                  | Aston Martin DB2                             | 15  |
| 22           | S 2.0 | 30 |                            | Giorgio Scarlatti Antonio Negri Bevilacqua         | Maserati 200SI                               | 15  |
| 23           | S 3.0 | 14 | Jorge Magnasco             | Jorge Magnasco Juan Manuel Bordeu                  | Maserati 300S                                | 8   |
| 24           | S 3.0 | 8  | John von Neumann           | John von Neumann Wolfgang Seidel                   | Ferrari 250TR                                | 7   |
| 25           | S 1.5 | 46 | Isabelle Haskell           | Alejandro de Tomaso Isabelle Haskell               | Osca F2/S 1500                               | 7   |
| 26           | S 3.0 | 6  | Scuderia Ferrari           | Luigi Musso Olivier Gendebien                      | Ferrari 250TR                                | 1   |
| Non partants |       |    |                            |                                                    |                                              |     |
| 27           | S 3.0 |    | Albert Gomez               | Albert Gomez                                       | Lancia D23                                   |     |
| 28           | S 3.0 | 16 | Scuderia Centro Sud        | Stirling Moss Jean Behra                           | Maserati 300S                                |     |
| 29           | S 1.5 | 56 |                            | Tomas Mayol Osvaldo Jose Mantega                   | Porsche 550                                  |     |
| 30           | S 1.5 | 56 |                            | Horacio Durado Horacio Carlomagno                  | Simca Huit                                   |     |

## Classements du championnat à l'issue de la course
| Pos | Constructeur | Points |
| --- | ------------ | ------ |
| 1   | Ferrari      | 8      |
| 2   | Porsche      | 4      |